# Todra
Todra è una suddivisione dell'India, classificata come census town, di 5.245 abitanti, situata nel distretto di Sawai Madhopur, nello stato federato del Rajasthan. In base al numero di abitanti la città rientra nella classe V (da 5.000 a 9.999 persone).

## Geografia fisica
La città è situata a 25° 51' 26 N e 76° 21' 29 E.

## Società

### Evoluzione demografica
Al censimento del 2001 la popolazione di Todra assommava a 5.245 persone, delle quali 2.692 maschi e 2.553 femmine. I bambini di età inferiore o uguale ai sei anni assommavano a 875, dei quali 442 maschi e 433 femmine. Infine, coloro che erano in grado di saper almeno leggere e scrivere erano 3.035, dei quali 1.933 maschi e 1.102 femmine.